# Islamic Force
Islamic Force ($lamic Force) war eine Hip-Hop-Gruppe aus Berlin-Kreuzberg.

## Geschichte
Gegründet wurde die Musikgruppe bereits 1986 durch MC Boe B. und Maxim und gehörte zu den ersten türkischsprachigen Hip-Hop-Bands. Zu Beginn nahm sie die Musikstücke in englischer Sprache auf, die von DJ Derezon und DJ Cut´em T., der später auch Mitglied der Musikgruppe Cartel war, produziert wurden.
Nach einigen Umbesetzungen stieß Mitte der 1990er Jahre Killa Hakan dazu.
Zu dem Hip-Hop-Sampler Die Macht der Kreativität steuerte die Band 1994 einen Titel bei.
Das einzige Album von Islamic Force erschien 1997. Hier singt auch Nelie.
Schon bald nach dem ersten Album starb Boe B., wonach das Projekt nicht weiter fortgeführt wurde. Auch Maxim ereilte wenige Jahre später ein gewaltsamer Tod.

## Diskografie

### Alben
- 1997: Mesaj

### EPs
- 1993: The Whole World Is Your Home

### Singles
- 1992: Istanbul
- 1992: My Melody (Sample von İbrahim Tatlıses – Leylim Ley)
- 1997: Yağma Sofrası (Sample von Sezen Aksu – Hadi Bakalım)
- 1997: Killa Rap (Sample von Erkin Koray – Şaşkın)